# Shizumaru Hisame
Shizumaru Hisame là nhân vật chính trong trò chơi Samurai Shodown III và tiếp tục xuất hiện trong các phiên bản khác của loạt trò chơi Samurai Shodown.
Shizumaru Hisame là một cậu bé mắc chứng quên và tin rằng cha mẹ và toàn bộ gia đình của cậu đã bị giết bởi một con quỷ. Bởi vì người ta cho rằng cậu là "đứa trẻ của quỷ" từ thời thơ ấu nên cậu sống và tồn tại một mình.
Trong cốt truyện của Samurai Shodown V, cậu bị bắt đi và là đầy tớ của một đôi vợ chồng quý tộc trẻ. Người chồng phải rời gia đình tham gia chiến tranh tại Hinowa, để lại người vợ là Hakana dưới sự bảo vệ của Shizumaru. Đang mang thai, Hakana muốn tìm đến người cha của mình (người mà Zhizumaru không biết đó là Youkai Kusaregedo) để có chỗ nương tựa. Shizumaru, đảm bảo rằng Hakana đã an toàn, cảm thấy thôi thúc muốn tham gia chiến tranh. Khi trận chiến kết thúc, Shizumaru được tặng thưởng vì những cống hiến của cậu. Cậu rời đi để về nhà nhưng lại bị ngăn cản bởi một người đàn ông gọi cậu là Yaiba. Mặc cho sự phủ nhận của Shizumaru, người đàn ông khăng khăng rằng cậu là Yaiba và cho rằng gia đình cậu đã làm lạc mất cậu. Cậu quyết định ở lại với người chủ của mình. Không may, người chủ của cậu bị chết trong chiến tranh và Hakana thì bị người cha của mình ăn thịt. Do nỗi đau đã phải trải qua, cậu cho rằng mọi thứ đều hiểm ác. Cậu tỏ lòng tôn kính đối với Haohmaru, người truyền cảm hứng cho cậu và dạy cậu chơi kiếm khi còn rất nhỏ. Shizumaru cố gắng đánh bại Zankuro và trả thù cho cái chết của gia đình cậu. Cậu và Haohmaru đã giết được Zankuro. Sau cốt truyện của Samurai Shodown IV, cậu chống cự lại sự khát máu bên trong mình như là một "con quỷ thịnh nộ". Tuy vậy, cậu chấp nhận "con quỷ" của mình như là một phần tự nhiên của chính cậu và quên đi ân oán quá khứ.
Phong cách chiến đấu của cậu là một sự kết hợp độc đáo giữa cây dù và thanh kiếm. Ban đầu cậu dùng dù nhiều hơn, chỉ sử dụng kiếm trong những đòn đánh đặc biệt. Sau này, ngược lại, cậu sử dụng kiếm thuật nhiều hơn, giảm tối thiểu những đòn đánh bằng dù.
Trong Samurai Shodown IV, Samurai Shodown V và Samurai Shodown VI, Shizumaru xuất hiện là một nhân vật có thể điều khiển. Theo Gamest Mook, Shizumaru là một trong những ứng cử viên hàng đầu cho Samurai Shodown 64 nhưng đã bị thất bại do sự ép buộc về kiểu mẫu bên ngoài và thời gian. Trong Bộ sưu tập những anh hùng của mình, ban biên tập của Gamest đã bình chọn Shizumaru là nhân vật 13 tuổi được yêu thích của họ. (cùng với nhân vật Benimaru Nikaido của The King of Fighters)